# دایکوکوتن

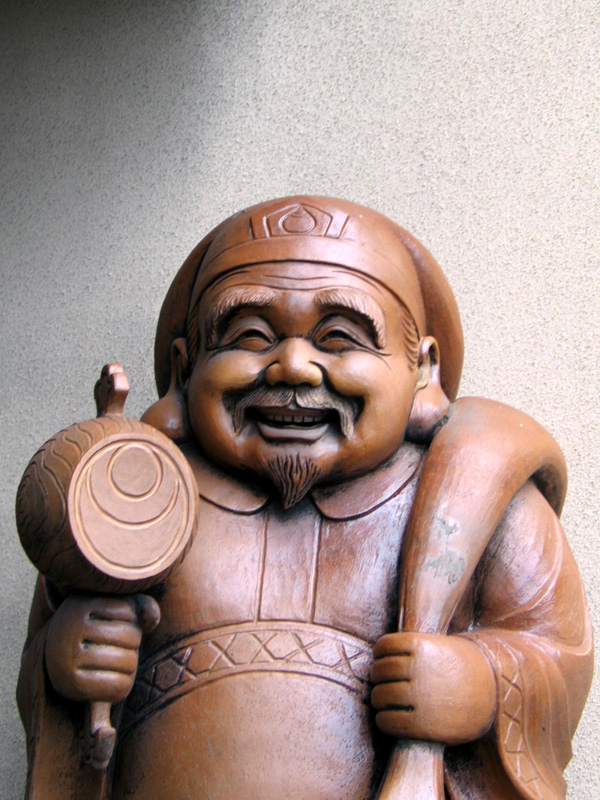
دایککوتن، از هفت خدای بخت و اقبال

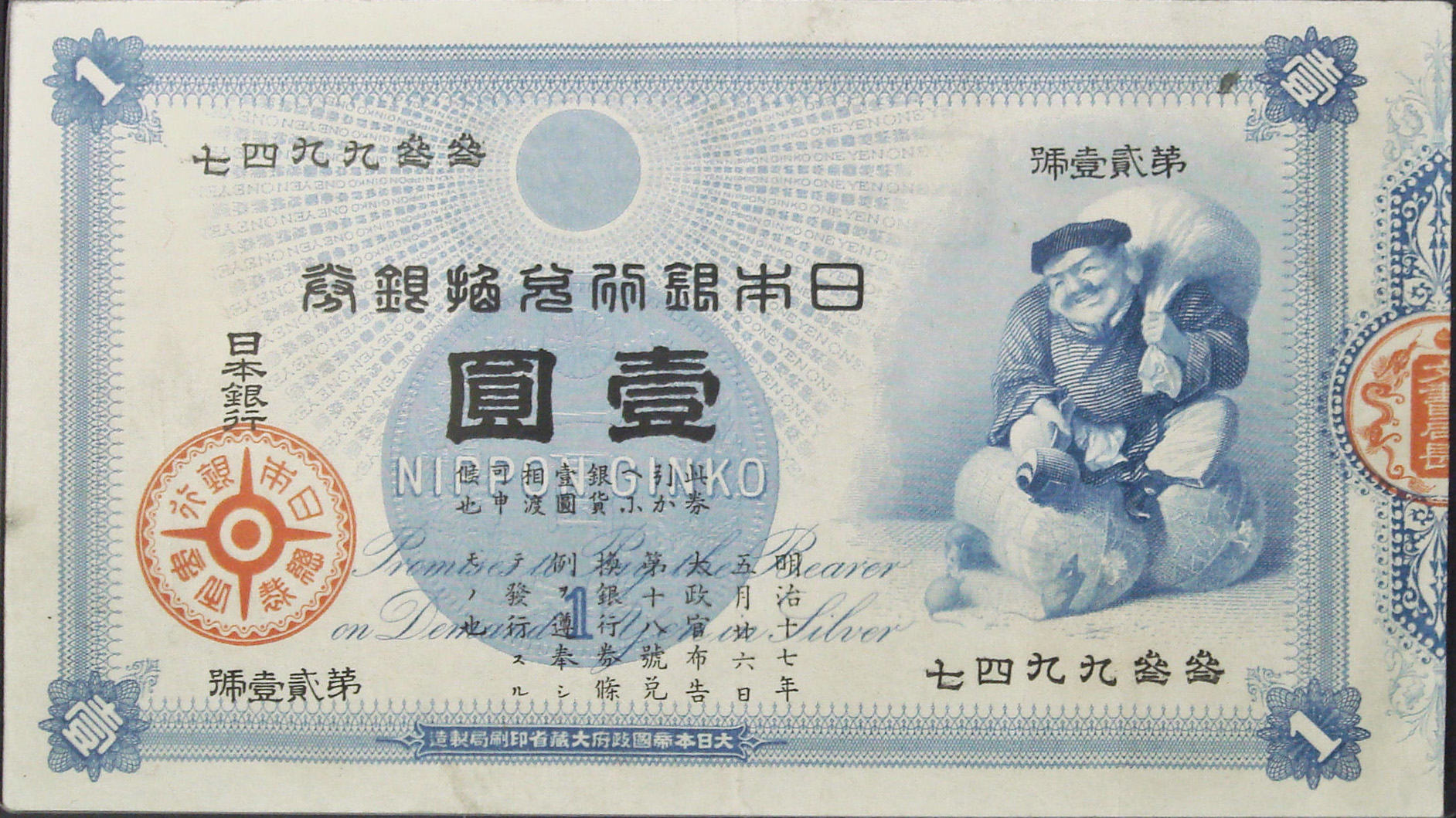
نخستین اسکناس ژاپنی، چاپ ۱۸۸۵ میلادی

دایکوکوتن (Daikokuten ,大黒天) یا دایکوکو (دایکُکو) که معنی لفظی آن خدای سیاهی و تاریکی است، یکی از هفت خدای بخت و اقبال ژاپنی است. دایکوکوتن در اصل شیوا خدای هندی است که در فرهنگ ژاپنی وارد شد و سپس به این نام و کیفیت محول گشت. علاوه بر آن این نام مرادف ماهاکالا در فرهنگ چینی و ژاپنی است، که نامی دیگر برای شیوا است. نمایش دایکوکو معمولاً با پوشش ژاپنی و سیمائی مهربان و خندان مصور می‌شود.
تصویرهای دایکُکو در معبدهای تبت و چین یافته شده‌است، و او در ژاپن مقامی والا به عنوان خدای خانه و خانواده دارد. وی به ثروت و کامیابی نیز مربوط است و این سبب شد که سنت غریبی به نام فوکو - نوسوبی پدید آید. این سنت با این عقیده شروع کرد که اگر کسی از شخصیت‌های آسمانی (خدایان و ایزدبانویان) دزدی کند، جوری که در حال دزدی بازگیر نشود، وی مورد خوشبختی قرار می‌گیرد. با مرور زمان عادت دزدی از موجودات یزدانی در ژاپن بسیار رایج گشت که بازار تُشی - نو - ایچی ("بازار پایان سال") که در معبد "اساکوسا کانُّن" برپا می‌شود، جایگاه عمدهٔ فروش و عرضهٔ چنین تصاویری بر جوینده‌های خوشبختی شد. دکه‌های بسیار شب جشن پایان سال باز و برپا می‌شود که تصاویری مانند دایکوکو و ماهاکالا فروخته می‌شود.
ژاپنی‌ها نیز نماد ماهاکالا را همچون طغرا استفاده می‌کنند. زایران سنتی کوه اُنتاکِه معمولاً تنوگوی را بر روسری ژاپنی می‌پوشند که نشانهٔ مقدس اُم (چینی: 唵، سانسکریت: ॐ) بر آن نقش شده‌است.
دایکُکو را بعضی خدای ثروت می‌دانند و بعضی وی را خدای خانه و خانواده (بالخصوص آشپزخانه). او با سیمای پهن و خندانش و کلاه سیاه مسطحش شناخته می‌شود. وی معمولاً با گرزی طلائی، نشسته بر گونی برنج، و موشهائی در اطرافش نمایان می‌شود (موش‌ها نماد خوراک فراوان می‌باشند).
تصویر دایکُکو اثر و طرح ادواردو چیسونه بر نخستین اسکناس در ژاپن سال ۱۸۸۵ چاپ شد.